# Orsonwelles othello
Orsonwelles othello är en spindelart som beskrevs av Gustavo Hormiga 2002. Orsonwelles othello ingår i släktet Orsonwelles och familjen täckvävarspindlar. Inga underarter finns listade i Catalogue of Life.